# Juvêncio de Araújo Figueiredo
Juvêncio de Araújo Figueredo (Nossa Senhora do Desterro, 27 de setembro de 1865 — Florianópolis, 6 de abril de 1927) foi um poeta simbolista brasileiro. Seus trabalhos numerosos, entre os quais ressaltam Sombras da Noite e Ascetérios, estão esparsos nos jornais da época. Enamorado do mar, das coisas simples, das belezas da paisagem de Coqueiros, bairro onde nasceu e viveu em Desterro.

## Vida
As praias onde vive e dorme e sonha o mar!

Praias de minha terra, elas são uns regaços

Aos quais a gente atira, ansiosamente, os braços,

Com desejos febris de neles descansar...

Ébrio do resplendor que se derrama no ar,

Nesses longes sem fim, nos profundos espaços,

E vem como um amparo a todos os cansaços,

Eu junto às praias, sinto a alma sempre a cantar.

Pelas praias vivi e delas ainda guardo

Muitas recordações de amores em que ardo,

Quando as cobre da tarde o áureo fulgor do manto...

Ah! numa tarde assim, eu te abracei, amada!

À hora do ocaso, à hora suave, à hora calada,

Com lenços de saudade alagados de pranto.

Araújo Figueredo
Nascido de Luiz de Araújo Figueredo (filho do português Padre Dr. Caetano de Araújo Figueredo Mendonça Furtado, advogado, promotor, vigário fundador da Igreja Nossa Senhora da Lapa em Ribeirão da Ilha, SC, militar e político) e de Florisbella Maria Conceição, em Desterro, Santa Catarina. 
Iniciou sua vida como tipógrafo, passando posteriormente a colaborar em vários jornais, tanto de sua terra como de outros pontos do País. Poeta mavioso, teve a honra de fazer parte de um grupo de beletristas, do qual faziam parte Cruz e Sousa, Manuel dos Santos Lostada, Oscar Rosas, Virgílio Várzea, Horácio de Carvalho e outros. Em 1904, escreveu Ascetérios. Logo após produziu alguns trabalhos inéditos, tais como Praias e Novenas de Maio.
No Rio de Janeiro conheceu Olavo Bilac e Raul Pompéia.. No seu diário, "No Caminho do Destino", Araújo conta como foram difíceis os 18 meses que morou junto com Cruz e Souza no Rio de Janeiro. Cruz também trabalhava na "Cidade do Rio", na qual Araújo passou a receber como pagamento autônomo, apenas pelo que publicava. Quando Cruz foi dispensado, Araújo se ofendeu e também se desligou do mesmo jornal. Ficaram então os dois desempregados e sem dinheiro. Preocupado com Cruz e Souza, Araújo sem nada dizer, foi procurar José do Patrocínio, outro homem de cor. Esperava encontrar emprego para Cruz e Souza no jornal do Patrocínio, que era diário. Araújo conta que ouviu essa resposta: "Eu não permito que haja outro negro no Brasil que me iguale!"
No exercício de funções públicas, foi secretário do município de São José, em Santa Catarina, Promotor Público da cidade de Tubarão, galgando posteriormente o cargo de secretário da Assembléia Legislativa de Santa Catarina, em Florianópolis. Enquanto Promotor Público aderiu a causa revolucionária contra Floriano Peixoto e chegou a receber o cargo honorífico de "Major" das forças contestadoras.
Também foi um infatigável servidor do espiritismo, fundando em 1910 o Centro Espírita Templo de Amor e Caridade, sob a presidência de Manoel Santos Lostada, devendo-se a ele grande parte dos trabalhos de divulgação da Doutrina Espírita em Santa Catarina. Atualmente é Patrono do Centro Espirita Juvêncio de Araújo Figueiredo, que leva esse nome.
Araújo Figueredo foi um dos mais notáveis médiuns espíritas e já ao inicio do século XIX iniciou suas curas mediúnicas magnéticas e com uso de ervas e homeopatia, podendo-se mesmo dizer que foi uma das raras joias da mediunidade, pois além das incalculáveis possibilidades que os Espíritos do Senhor nele encontravam para suavizar as dores dos alquebrantados da alma e do corpo, era dotado de notável poder de análise e de discernimento. A sua mediunidade era das mais seguras, pois, como médium meticuloso e amante da verdade, tudo submetia ao crivo da razão e da lógica. Correm por centenas os fatos produzidos por seu intermédio, principalmente as extraordinárias curas que conseguia realizar. Era também de se admirar as revelações que fazia a respeito daqueles que chegavam até a sua casa, atraídos meramente por curiosidade, sobre os fenômenos que se produziam por seu intermédio. Araújo Figueiredo viveu na Terra 62 anos, grande parte dos quais destinados à difusão do Espiritismo. Os que tiveram a oportunidade de conhecer ou conviver com esse grande seareiro, médium e conselheiro, puderam sentir o quanto vale um homem que tem dons de Espírito e que os coloca a serviço do seu próximo.
Casou-se com a italiana Maria Conceptta Renzetti, natural de Gênova, com quem teve os filhos Desdêmona, Smyrna, Elzebbad, Antônio, Florisbela, Debbora, Luiz, Conceppta, Dolorata, Maria Conceptta, Zarina, José, Samaritana, Paulo, Maria Cleofas, Cirineu e Pedro. Era tio-avô do Governador de Santa Catarina Pedro Ivo Campos. 
Faleceu no dia 06 de Abril de 1927, em Florianópolis, Santa Catarina. Enterrado no dia 07 de Abril de 1927 no Cemitério de Coqueiros, cujo terreno foi doado por ele, enquanto vivo. Foi reconhecido pela Prefeitura de Florianópolis, SC, com sua nomeação na Rua Araújo Figueiredo, no Centro desta cidade. Frequentemente se confunde em designações o seu último e correto nome, Figueredo, por Figueiredo.

## Academia de Letras
Foi companheiro e amigo predileto do genial Cruz e Sousa, juntos faziam parte do grupo literário Ideia Nova, e posteriormente, da Academia Catarinense de Letras, onde Araújo Figueredo ocupava a cadeira de número 17, e foi fundador da cadeira número 7
É patrono da cadeira 11 da Academia de Letras de Biguaçu.

## Obras
- Madrigais (1888)
- Sombras da noite
- Ascetérios (1904)
- Praias de minha terra (1927)[7]
- Novenas de maio[8]
- Filhos e netos[9]